# Passé simple (revue)
Pour les articles homonymes, voir Passé simple.
Passé simple est une revue mensuelle suisse romande sur les thèmes de l'histoire et de l'archéologie.

## Création
La revue est imaginée puis créée par Justin Favrod. L'objectif est de combler le manque de revues et sources d'informations sur l'histoire romande. Le numéro de lancement sort en décembre 2014 sous le slogan « C'est arrivé près de chez vous, mais avant vous ».

## La revue
Passé simple a son siège à Moudon (canton de Vaud). Plus de cent rédacteurs indépendants y ont déjà écrit un article.
La revue n'est pas disponible sur internet, par choix de son créateur. 
Près de 2 500 personnes y sont abonnées au début de 2019 et plus de 3 900 en été 2021.